# Jimmy Casella
Fiore Peter „Jimmy“ Casella (* 3. Juni 1924; † 10. August 1976) war ein US-amerikanischer Pokerspieler. Er gewann drei Bracelets bei der World Series of Poker.

## Pokerkarriere

### Werdegang
Casella stammte aus New York City und zog in den 1950er-Jahren nach Las Vegas. Er kam bei renommierten Pokerturnieren dreimal ins Geld, dabei gewann er jeweils ein Turnier der World Series of Poker (WSOP) im Binion’s Horseshoe in Las Vegas. Bei der zweiten Austragung der WSOP im Jahr 1971 siegte Casella in der Variante Limit Razz und erhielt dafür 10.000 US-Dollar Preisgeld sowie sein erstes Bracelet. Drei Jahre später gewann er das erste und dritte Event der WSOP 1974 und sicherte sich dabei zwei weitere Bracelets sowie mehr als 65.000 US-Dollar.
Insgesamt hat sich Casella mit Poker bei Live-Turnieren rund 75.000 US-Dollar erspielt. Im August 1976 starb er im Alter von 52 Jahren an den Folgen einer Krebserkrankung.

### Braceletübersicht
Casella kam bei der WSOP dreimal ins Geld und gewann drei Bracelets:
| Jahr | Buy-in (in $) | Turnier           | Teilnehmer | Preisgeld (in $) |
| ---- | ------------- | ----------------- | ---------- | ---------------- |
| 1971 | 01.000        | Limit Razz        | 10         | 10.000           |
| 1974 | 10.000        | Limit 7 Card Stud | 09         | 41.225           |
| 1974 | 01.000        | Limit Razz        | 36         | 25.000           |